# 登茂山

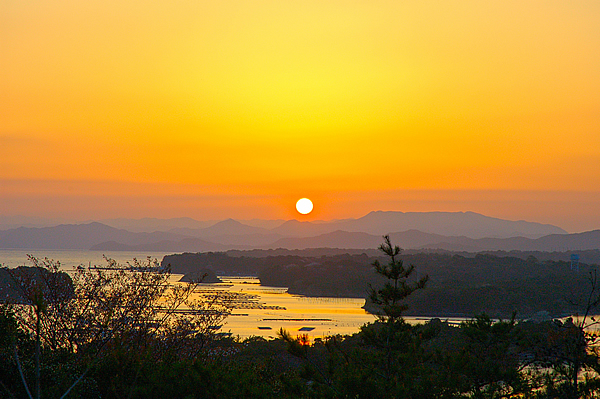
ともやま公園からの夕景

登茂山（ともやま）は、三重県志摩市大王町波切および同市大王町船越にある山。ともやまとひらがなで表記することも多い。
登茂山展望台の標高は48mであり、山というより緩やかな丘陵と呼ぶ方が適切である。志摩市ともやま公園を中心に観光地、リゾート地として整備されている。2013年（平成25年）の観光入込客数は163,624人。

## 概要
当茂山（ともやま）と表記することもある。山域の面積は100ha。山の北側は大王町波切（なきり）、南側は大王町船越に属する。
山頂部は広場になっており、遠くに紀伊山地の山々、近くにリアス式海岸の英虞湾を望む。園内には様々なスポーツ施設や屋内外での自然体験活動拠点が設けられ、旧大王町では、大王埼灯台と並ぶ観光地であった。
かつては日本プロ野球球団の秋季練習でも使用されたことがあった。

## 自然
アセビ、ウバメガシ、ヤマツツジ等が自生し、クロマツやコシダなどの群落が見られる。地質学的には四万十累層に属し、輝緑凝灰岩・砂岩・頁岩・チャート・石灰岩などからなる。
ともやま公園では各種の自然体験活動が提供されている。具体的には、ともやま公園事務所主催によるウミホタル観察会、志摩自然学校によるシーカヤック体験、志摩マリンランドによる磯観察会などがある。

## 公園内施設
- ともやま公園事務所 - 公園の管理やキャンプ村等の予約受付業務を行う[8]。野外活動体験プログラムの提供も行う[7]。
- ともやまビジターセンター - ともやまを中心に伊勢志摩の自然について映像等で紹介する[9]。
- プール - 夏期のみ[10]。
- 野球場 - 両翼85m、中堅100mの球場で、照明設備を有する[10]。
- テニスコート - オムニコート4面[10]。
- 多目的屋内運動場 - 40m×40mの屋内施設で、床面は土である[10]。野球・テニス・グラウンドゴルフ・キャンプなどに利用できる[10]。
- トレーニングルーム[10]
- こども広場[9]
- 野外サーキットコース
- 芝生広場[9]
- ともやま公園キャンプ村 - 3か所のキャンプサイトからなり、最大600人を収容する[8]。共同炊事場やシャワー棟を完備する[8]。
- ともやま公園野外活動センター - 最大100人を収容する宿舎[8]。和室・洋室・研修室・多目的ホール・共同浴場からなる[8]。
- チムニーホール - 屋内キャンプファイヤー場[8]
- イベント広場（野外ステージ） - 各種催事のほか、音楽祭やクラブ活動の練習等に利用可能な屋外ステージ[9]。
- 次郎六郎海水浴場
- 展望台 - 桐垣展望台・登茂山展望台・芝生広場展望台の計3か所の展望台がある[9]。
- 遊歩道 - 登茂山の丘から海岸まで約2.5km整備されている[11]。
- 志摩自然学校

### 伊勢志摩いこいの村大王
雇用促進事業団（後に旧雇用・能力開発機構）が運営していた、ホテルやテニスコート、プールなどを有した勤労者福祉施設（土地は同事業団の所有ではなく借地上の施設）。1984年（昭和59年）3月開業。2001年（平成13年）に営業を停止後、旧雇用・能力開発機構が当時の大王町に建物を6700万円で売却を持ちかけたが、大王町側は難色を示し、2002年（平成14年）に105,000円で購入した。しかしその後の用途は決まらず、大王町は持て余していた。志摩市に移行後も施設の活用は議会で取り上げられたことがあるものの、未定のままである。

## 沿革
旧石器時代や縄文時代の遺跡が山の各所で見つかっている。山の北側は「新波切」とも呼ばれ、1903年（明治36年）に波切村の石泉源一郎や阿部品蔵らが開拓した。
志摩半島が観光地化していく初期の段階から、英虞湾最奥部の景勝地として目されていたが、道路整備が遅れ、開発は進まなかった。1960年代には、ヤマハが登茂山で開発を画策したが、既に近畿日本鉄道が開発計画を持っていたために諦め、近隣の浜島町大字迫子に合歓の郷を開設した。
そして1974年（昭和49年）に登茂山本線（1996年〔平成8年〕より三重県道602号登茂山公園線）の改良工事に着手、1977年（昭和52年）7月26日から7月27日にかけて登茂山で第19回国立公園大会を開催した。これを契機として三重県内外から多くの観光客が英虞湾の風景を楽しむために訪れ、翌1978年（昭和53年）には「美しくに伊勢志摩」を日本中に発信するキャンペーンの一環として4月1日から7月31日までの土・日・祝日に志摩マリンランドと登茂山を結ぶボンネットバス「海女さん号」が運行された。この臨時バスは翌1979年（昭和54年）から夏休み期間中のみの三重交通バス「登茂山園地行き」が毎年運行されるようになった。
大王町では、1980年（昭和55年）以降本格的に登茂山の環境整備に着手し、1981年（昭和56年）に町民プールと野球場、1987年（昭和62年）に次郎六郎海水浴場を開場させた。1984年（昭和59年）4月には雇用促進事業団が23億6000万円をかけて「伊勢志摩いこいの村大王」を建設、1995年（平成7年）度には2万人の宿泊者を受け入れた。しかし、同様の施設が近隣にできたため経営が悪化、2001年（平成13年）1月に営業を休止した。
2004年（平成16年）3月、「志摩自然学校特区」として構造改革特別区域法の適用を受け、翌2005年（平成17年）6月に志摩自然学校が開校した。同校は海を舞台とした体験を中心とする体験学習プログラムを提供し、年々参加者が増えている。なお、特区の申請は旧大王町ではなく、旧阿児町が行った。

## 交通
- 近鉄志摩線鵜方駅より、自動車で約30分[23]。夏期のみ路線バスが運行される[19]。
- 伊勢自動車道伊勢西ICから伊勢道路（三重県道32号伊勢磯部線）、国道167号・260号経由、自動車で約1時間10分[23]。
- 賢島から遊覧船を利用[7]。